# Goniadides carolinae
Goniadides carolinae är en ringmaskart som beskrevs av Francis Day 1973. Goniadides carolinae ingår i släktet Goniadides och familjen Goniadidae. Inga underarter finns listade i Catalogue of Life.